# Henfaldsprodukt
Et henfaldsprodukt er et produkt som forekommer af et tidligere henfaldet stof. Henfaldsproduktet af radon kunne f.eks være polonium og en alfapartikel. 
222Rn → 218Po + Ⲁ
| Fysik | Spire Denne artikel om fysik er en spire som bør udbygges. Du er velkommen til at hjælpe Wikipedia ved at udvide den. |